# NGC 6643
NGC 6643 ist eine Spiralgalaxie vom Hubble-Typ Sc im Sternbild Drache am Nordsternhimmel. Sie ist schätzungsweise 75 Millionen Lichtjahre von der Milchstraße entfernt.
Das Objekt wurde im Jahre 1858 vom deutschen Astronomen Eduard Schönfeld entdeckt.